# Michael Mann
Michael Kenneth Mann' (n. 5 februarie 1943, Chicago ) este un regizor și producător de film american. A fost de două ori producătorul ceremoniei de decernare a premiilor Oscar, respectiv în 1999 și 2004. A regizat filme ca Ali (2001, cu Will Smith în rolul lui Muhammad Ali), Collateral (2004, cu Tom Cruise și Jamie Foxx) și Public Enemies (2009, cu Christian Bale și Johnny Depp), un film despre gangsterul John Dillinger (care a trăit între 1903 și 1934).

## Filmografie

### Filme atistice
| An   | Titlu                    | Creditat ca | Creditat ca | Creditat ca |
| An   | Titlu                    | Regizor     | Scenarist   | Producător  |
| ---- | ------------------------ | ----------- | ----------- | ----------- |
| 1981 | Thief                    | Da          | Da          |             |
| 1983 | The Keep                 | Da          | Da          |             |
| 1986 | Manhunter                | Da          | Da          |             |
| 1986 | Band of the Hand         |             |             | Da          |
| 1992 | The Last of the Mohicans | Da          | Da          | Da          |
| 1995 | Heat                     | Da          | Da          | Da          |
| 1999 | The Insider              | Da          | Da          | Da          |
| 2001 | Ali                      | Da          | Da          | Da          |
| 2004 | Collateral               | Da          |             | Da          |
| 2004 | The Aviator              |             |             | Da          |
| 2006 | Miami Vice               | Da          | Da          | Da          |
| 2007 | The Kingdom              |             |             | Da          |
| 2008 | Hancock                  |             |             | Da          |
| 2009 | Public Enemies           | Da          | Da          | Da          |
| 2011 | Texas Killing Fields     |             |             | Da          |
| 2015 | Cyber                    | Da          | Da          | Da          |

### Televiziune
| An        | Titlu                         | Creditat ca | Creditat ca | Creditat ca | Note                                                            |
| An        | Titlu                         | Regizor     | Scenarist   | Producător  | Note                                                            |
| --------- | ----------------------------- | ----------- | ----------- | ----------- | --------------------------------------------------------------- |
| 1976      | Bronk                         |             | Da          |             |                                                                 |
| 1976      | Gibbsville                    |             | Da          |             |                                                                 |
| 1975–1977 | Starsky and Hutch             |             | Da          |             |                                                                 |
| 1976–1978 | Police Story                  |             | Da          |             |                                                                 |
| 1977      | Police Woman                  | Da          |             |             | Episod regizat: “The Buttercup Killer”                          |
| 1979      | The Jericho Mile              | Da          | Da          |             | television film (teleplay)                                      |
| 1980      | Swan Song                     |             | Da          |             | TV film                                                         |
| 1978–1981 | Vega$                         |             | Da          |             | creator                                                         |
| 1984–1990 | Miami Vice                    |             | Da          | Da          | producător executiv Episode written: "Golden Triangle"          |
| 1986–1988 | Crime Story                   |             | Da          | Da          | producător executiv Episode directed: “Top of the World” (1987) |
| 1989      | L.A. Takedown                 | Da          | Da          | Da          | TV film, producător executiv                                    |
| 1990      | Drug Wars: The Camarena Story |             | Da          | Da          | TV mini-series                                                  |
| 1992      | Drug Wars: The Cocaine Cartel |             | Da          | Da          | TV film, producător executiv                                    |
| 2002–2003 | Robbery Homicide Division     |             | Da          | Da          | producător executiv                                             |
| 2011–2012 | Luck                          | Da          |             | Da          | producător executiv Episod regizat: “Pilot” (2011)              |

## Recepție

### Recepție critică
| Film                     | Rotten Tomatoes | Metacritic |
| ------------------------ | --------------- | ---------- |
| Thief                    | 95%             | N/A        |
| The Keep                 | 20%             | N/A        |
| Manhunter                | 94%             | 78         |
| The Last of the Mohicans | 97%             | N/A        |
| Heat                     | 86%             | 76         |
| The Insider              | 96%             | 84         |
| Ali                      | 67%             | 65         |
| Collateral               | 86%             | 71         |
| Miami Vice               | 47%             | 65         |
| Public Enemies           | 68%             | 70         |
| Medie                    | 75.6%           | 72.7       |

## Interviuri
- Entertainment Weekly: Part I Arhivat în 8 ianuarie 2015, la Wayback Machine. Part II Arhivat în 14 iulie 2014, la Wayback Machine.
- L.A. Weekly Arhivat în 24 octombrie 2013, la Wayback Machine.
- DGA magazine Arhivat în 23 ianuarie 2021, la Wayback Machine.
- Salon
- "Paint It Black" – Sight and Sound Arhivat în 3 august 2012, la Wayback Machine.